# Comuna Taujne, Haivoron
Taujne (în ucraineană Таужне) este o comună în raionul Haivoron, regiunea Kirovohrad, Ucraina, formată din satele Cervoni Maiakî, Taujne (reședința) și Trakt.

## Demografie
Componența lingvistică a comunei Taujne
     Ucraineană (98,7%)
     Alte limbi (1,29%)
Conform recensământului din 2001, majoritatea populației comunei Taujne era vorbitoare de ucraineană (98,7%), existând în minoritate și vorbitori de alte limbi.